# Турско купатило (Брестовачка бања)
Турско купатило (Хамам) је најстарији објекат на територији Града Бора. Налази се у Брестовачкој Бањи преко пута Милошевог конака. Хамам од 1949. године представља непокретно културно добро као спомеником културе.

## Историјат
Сматра се да потиче из турског периода и датира, највероватније, из 18. века.
Сама изградња хамама везује се са историјатом Видинског пашалука. Након ослобођења ових крајева од Турака, хамам не мења своју функцију али значајно мења свој историјски значај.
Доласком кнеза Милоша у Брестовачку Бању, хамам добија и нови назив – Кнежево купатило.
Кнез Милош је свој боравак у Брестовачкој Бањи користио за обављање државничких послова, али и за одмор. После ручка и обавезне кафе и чибука, одмарао је, а затим свакодневно одлазио у хамам. Обзиром да је боловао од реуме, воде у Брестовачкој Бањи показале су се делотворним за његову болест. 
Турски хамам је рестауриран 1970. године.

## Грађевина
Представља малу грађевину дебелих и бело окречених зидова. Квадратног је облика, дужине пет и ширине шест метара. Куполасти крово обложен је бакром.
У централном простору доминира басен пречника 2,6 метара и дубине 1,1 метар, са кружно израђеном клупом од камена и степеницама. Кроз камење је протицала топла и лековита вода температуре од 27 °C. У архитектонском смислу припада оријенталном типу градње, што посебно наглашава полулоптасти свод – кубе. У прошлости кубе је било прекривено ћерамидом.
На њему постоји девет звездастих отвора. Отвори су попуњени разнобојним стаклом. Током манифестације „Дани бање” , хамам је отворен за разгледање посетиоца. 